# Coraebosoma sibuyanicum
Coraebosoma sibuyanicum – gatunek chrząszcza z rodziny bogatkowatych, podrodziny Agrilinae i plemienia Coraebini.

## Taksonomia
Gatunek ten został opisany w 1990 przez Charlesa L. Bellamy. Nazwa gatunkowa pochodzi od miejsca występowania.

## Opis
Spośród innych przedstawicieli rodzaju Coraebosoma chrząszcz ten wyróżnia się górną powierzchnią ciała ubarwioną nieco zielono-złoto, ze zgrupowaniami szczecinek w duże, liczne łatki, przy czym na pokrywach szczecinkami ułożonymi w góra 5 łątek i 1 poprzeczny pasek na każdej.

## Występowanie
Gatunek ten jest endemitem Filipin, znanym dotąd jedynie z wysp Sibuyan oraz Romblon.